# Klášter Lorvão
Klášter Lorvão je ženský klášter v obci Penacova, okres Coimbra. Původně benediktinský klášter byl založen v 9. století, na počátku 13. století za vlády krále Sancha I. přešel klášterní areál do rukou cisterciáckého řádu. Po celou dobu středověku si udržel velký vliv, v klášterním scriptoriu vznikla pestře iluminovaná Apokalypsa z Lorvãa a další nádherné rukopisy.
O významnosti kláštera svědčí i přítomnost více než 300 jeptišek a mezi nimi i královských dcer. Řádovými sestrami se tak staly Tereza Portugalská, zapuzená manželka Alfonse IX. Kastilského, Urraca Afonso (nemanželská dcera Alfonse III., Branca - legitimní dcera Alfonse III. a Dulce - dcera Alfonse III. Leonského.